# Pruim (vrucht)

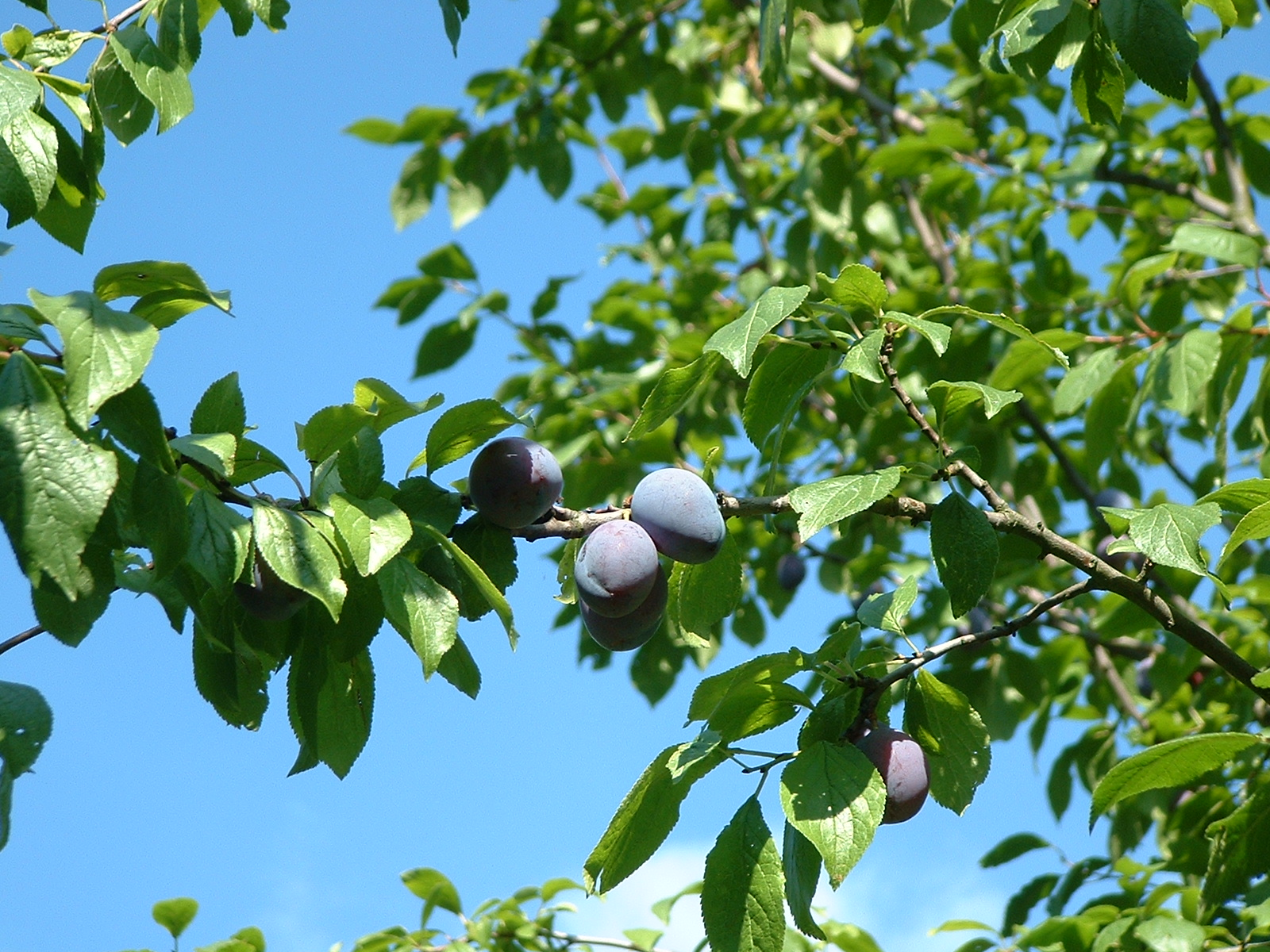
Kwets

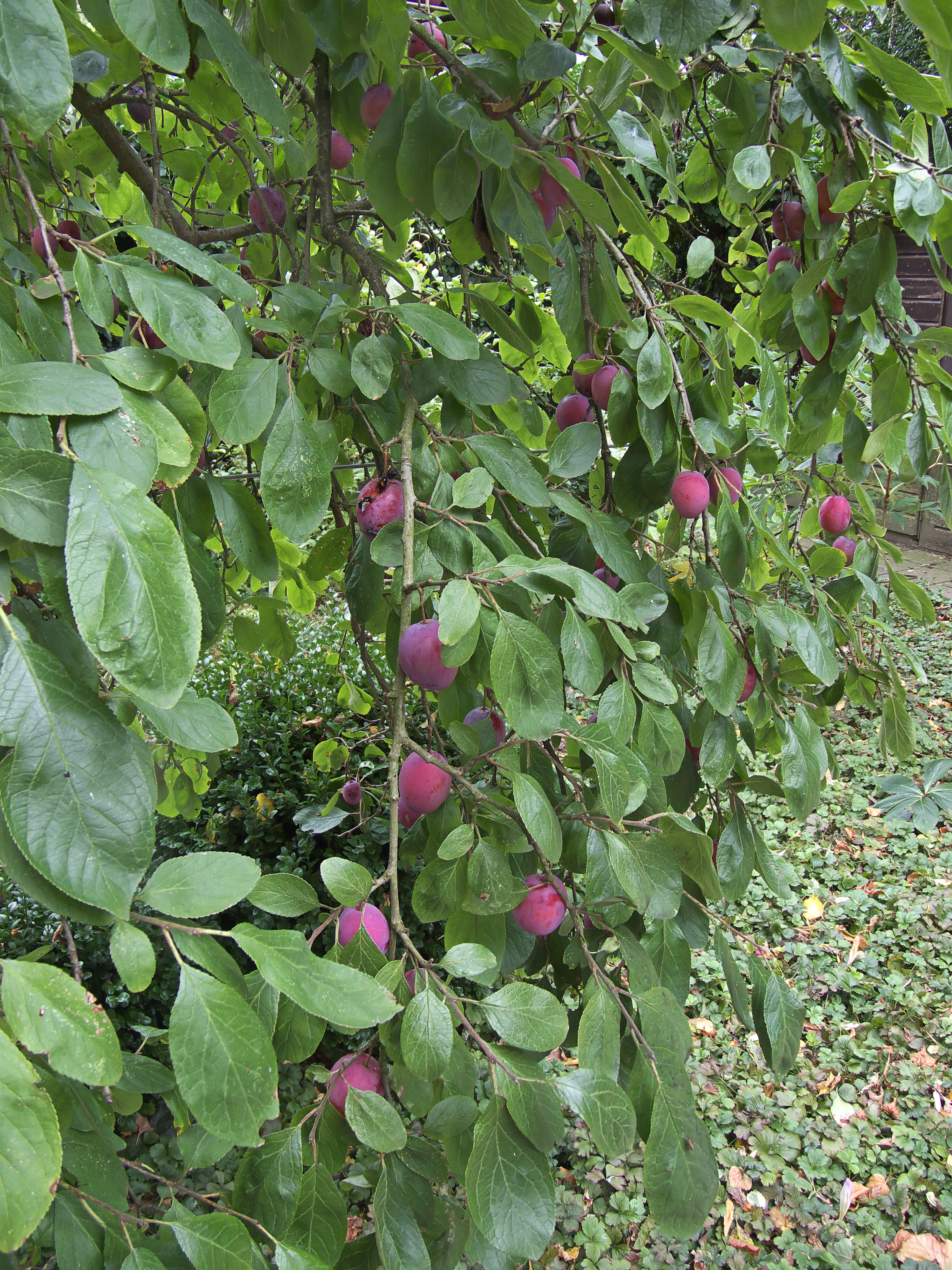
'Reine Victoria'

Een pruim is een vrucht van een van diverse boomsoorten van het geslacht Prunus uit de rozenfamilie (Rosaceae). Van onder meer de pruim (Prunus domestica) en de Japanse pruim (Prunus salicina) worden eetbare vruchten gewonnen.

## Variatie
Kwets is in Nederland de naam voor de rassen van de typische ondersoort van de pruim (Prunus domestica subsp. domestica), in Vlaanderen ook wel de algemene naam voor eetbare pruim. Dit is het type dat meestal gebruikt wordt voor het produceren van sterkedrank als Zwetschgenwasser (of Zwetschgenbrand) en slivovitsj.
Van de pruim Prunus domestica worden zowel de grote en vaak sappige tafelpruimen gewonnen, als de kleinere en nogal droge kwetsen, die veel in bereidingen van jam (moes) of gebak gebruikt worden, en de basis zijn voor pruimenjenever. De mirabellen of kroosjespruimen worden soms als een aparte soort opgevat (Prunus insititia) maar ook wel als de ondersoort Prunus domestica subsp. insititia van Prunus domestica.
Tot een andere groep behoren de Japanse pruimen. Deze worden tot de soort Prunus salicina (synoniem: Prunus triflora) gerekend. Prunus salicina is diploïd (2n = 2x = 16). Japanse pruimen kunnen in Nederland wel buiten worden geteeld, doch deze bloeien vroeger dan de Europese cultuurpruimen en lopen daarom meer risico op schade door nachtvorst. In het verleden werden in Nederland wel Japanse pruimen onder glas geteeld. Deze teelt is inmiddels vrijwel verdwenen.
Japanse pruimen verschijnen wel regelmatig in de Nederlandse winkels, omdat deze in het buitenland (bijvoorbeeld Californië) veel worden geteeld en vervolgens worden geëxporteerd. De vruchten van de Japanse pruimen vallen op door de meestal grote ronde tot hartvormige vruchten met stevig vruchtvlees, dat transport over grotere afstand mogelijk maakt.
Er bestaan ook soortkruisingen tussen de Japanse pruim en de abrikoos. Deze staan bekend onder de namen Plumcot, Aprium en Pluot.
Ook bestaan er soortkruisingen tussen de Japanse pruim en de kerspruim (Prunus cerasifera).

## Vermeerdering
Voor het behoud van de raseigenschappen, dient de pruim vegetatief te worden vermeerderd. Hiertoe wordt de pruimenboom geënt of geoculeerd op een onderstam. Belangrijk bij de keuze van de onderstam is de groeikracht.
De zeer sterk groeiende onderstammen 'Brompton' en 'Myrobalan B' worden niet veel meer gebruikt. De meest gangbare onderstam in Nederland is op dit moment 'St. Julien A'. Deze geeft aan de boom echter een tamelijk sterke groeikracht.
Er is in de loop der jaren gezocht naar zwakker groeiende onderstammen. Eén ervan is 'Pixy', waarbij de vruchten die aan de boom groeien echter gemiddeld kleiner blijven. Hierdoor is Pixy nooit erg populair geworden.
Op dit moment zijn de voorlopige resultaten van de zwak groeiende onderstam 'VVA-1' veelbelovend. De bomen blijven ongeveer de helft kleiner dan bij gebruik van St. Julien A, de vruchtgrootte is goed en de bomen komen snel in productie. Als de verwachtingen uitkomen, dan zou VVA-1 een flinke stimulans voor intensivering van de pruimenteelt kunnen zijn.

## Bestuiving
Sommige rassen zoals Opal, Czar, Ontario, Belle de Louvain en Victoria zijn zelffertiel, wat betekent dat ze bevrucht kunnen worden met eigen stuifmeel. Bij andere rassen moeten er minstens twee verschillende rassen aangeplant worden om vruchtzetting te krijgen.
De bestuiving gebeurt door bijen. De bloei vindt in Nederland plaats van half april tot eind april.

## Wereldwijde productie

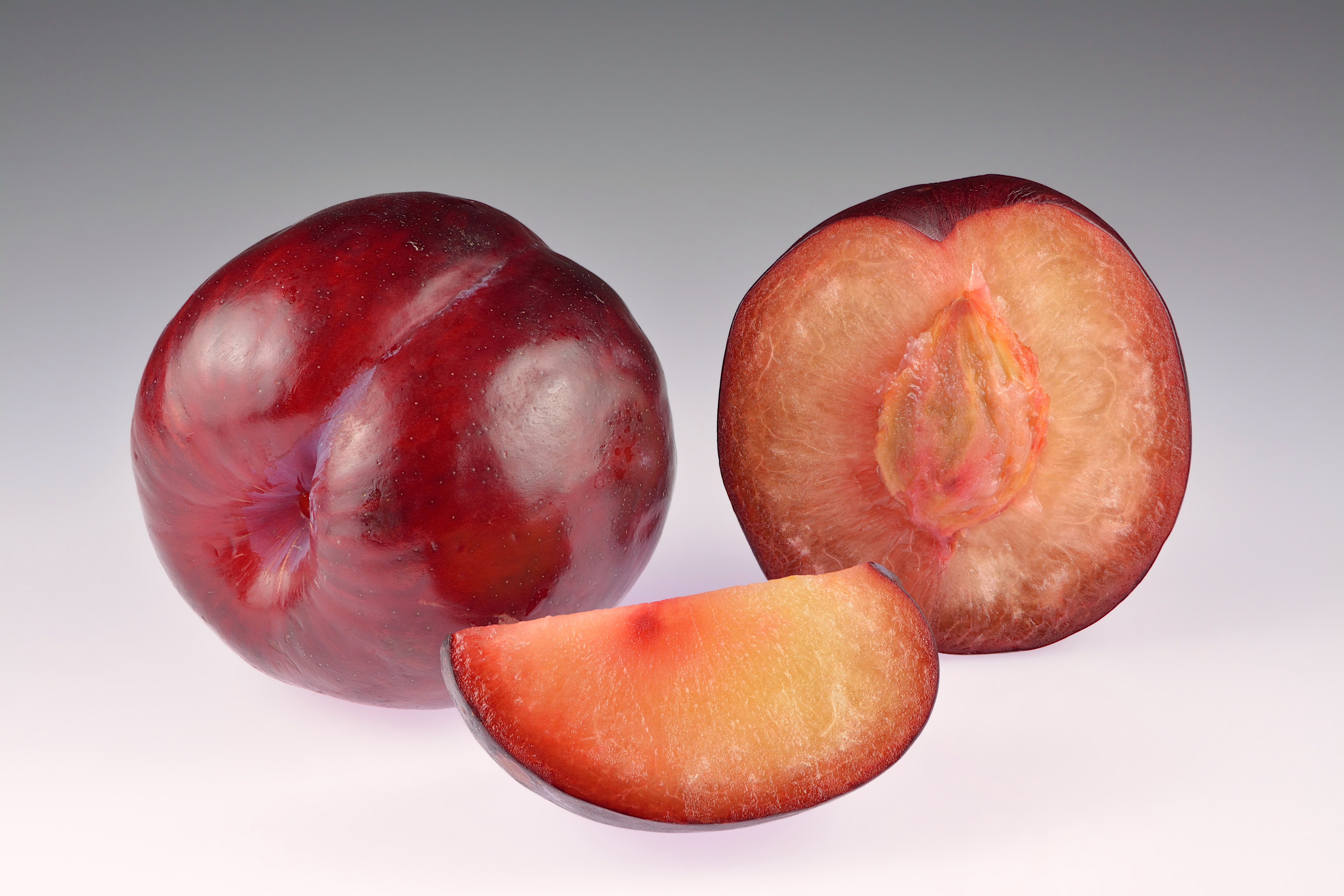
'African Rose'

| Topproducenten van pruim 2018 | Topproducenten van pruim 2018 |
| Land                          | Productie (ton)               |
| ----------------------------- | ----------------------------- |
| China                         | 6.788.107                     |
| Roemenië                      | 842.132                       |
| Servië                        | 842.132                       |
| Verenigde Staten              | 368.206                       |
| Iran                          | 313.103                       |
| Turkije                       | 296.878                       |
| India                         | 251.389                       |
| Chili                         | 229.951                       |
| Marokko                       | 205.222                       |
| Oekraïne                      | 198.070                       |

## Rassen

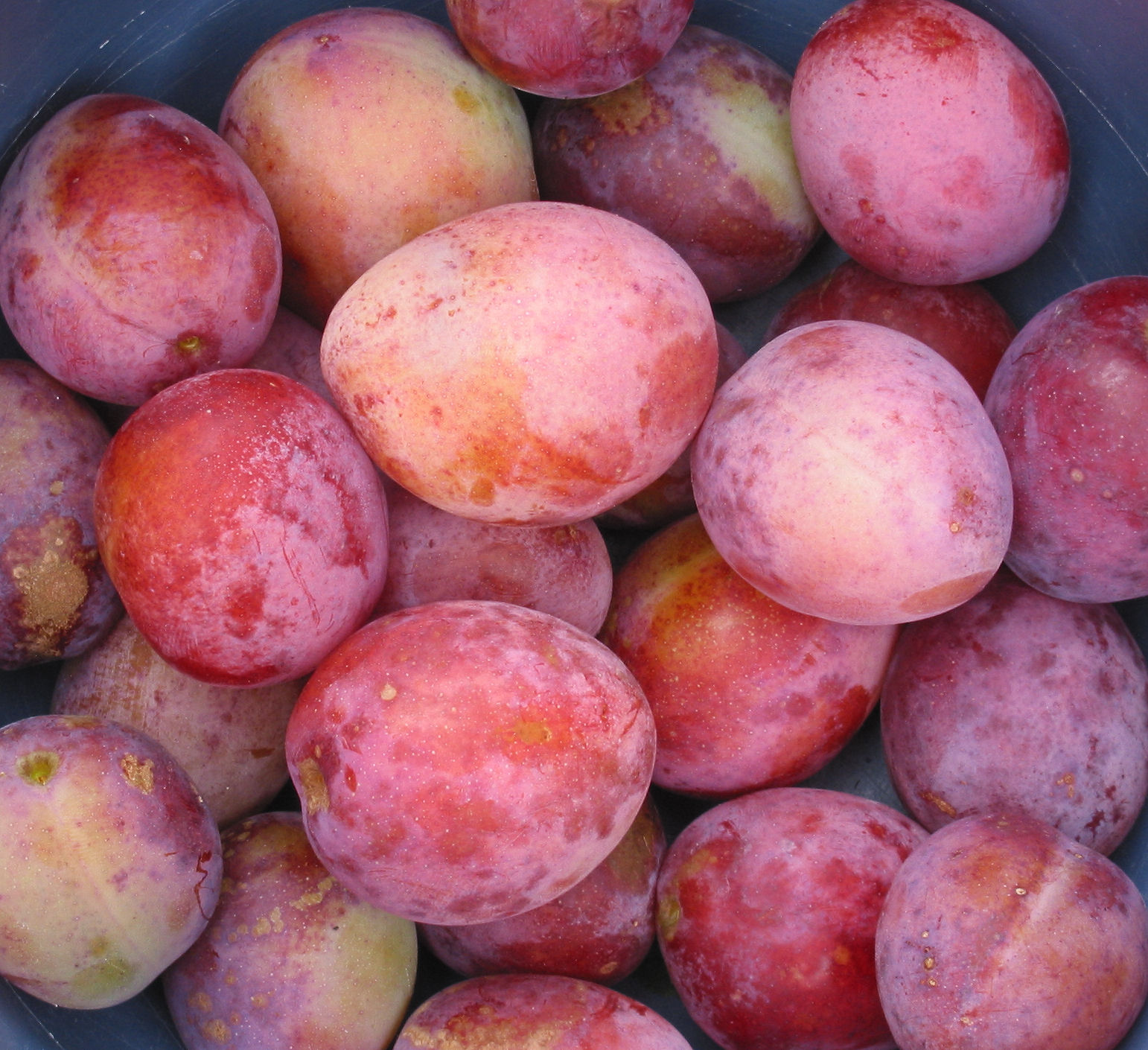
'Reine Victoria'

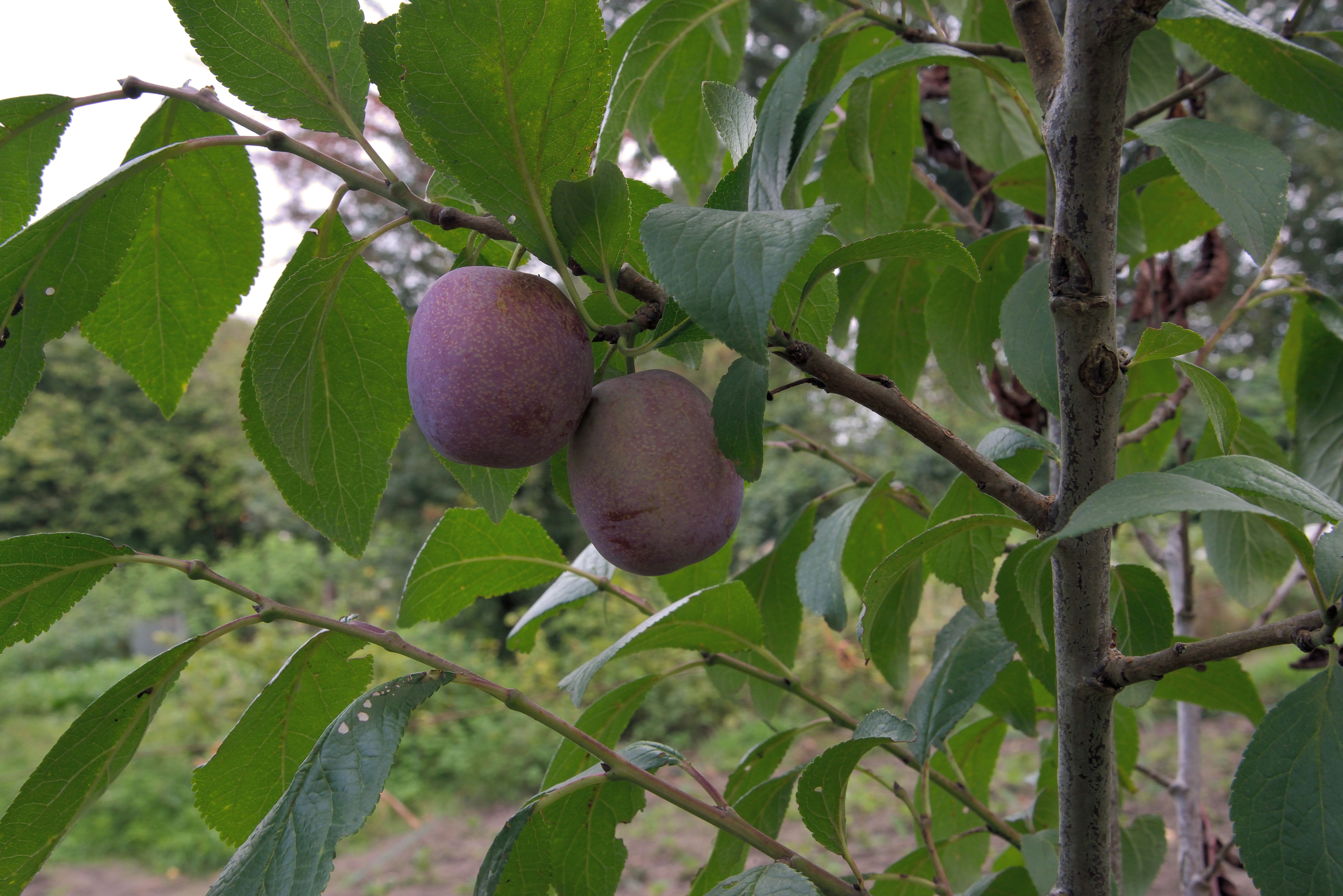
'Anna Späth'

Vier geschiktte rassen voor Nederlandse omstandigheden zijn (ongeveer op volgorde van rijptijd):
- 'Opal': Middelgrote vruchten, roodblauw op gele ondergrond. Goede smaak. Zelffertiel. Goede vruchtbaarheid. Moet goed worden gedund. Pluktijd eind juli/begin augustus.
- 'Jubileum': Zeer grote ovale roodpaarse vruchten. Enigszins zelffertiel. De vruchtzetting kan echter verbeteren bij kruisbestuiving. Goede vruchtbaarheid. Smaakt alleen goed indien goed gedund en volledig rijp geplukt. Pluktijd derde week augustus.

- 'Victoria' (of 'Reine Victoria'): Grote langwerpige vruchten, rood op gele ondergrond. Zelffertiel. Zeer vruchtbaar. Dient gewoonlijk zeer sterk te worden gedund, omdat anders de vruchtgrootte ernstig achterblijft en de vruchten oneetbaar kunnen zijn. Indien ruim gedund, is de smaak echter prima. Matige groeikracht, hierdoor is Victoria geschikt voor een kleinere tuin. Pluktijd eind augustus/begin september. Vatbaar voor aantasting door pruimenmot en loodglansschimmel.
- 'Bleue de Belgique': Middelgrote blauwe vruchten. Niet zelffertiel. Moet derhalve bestoven worden door een ander ras (zoals: Opal, Jubileum, Victoria, Sanctus Hubertus, Czar en Reine Claude d'Oullins). Zeer vruchtbaar. Dunnen is noodzakelijk. Goede kwaliteit. Matige groeikracht. Pluktijd ongeveer gelijk met Victoria.

Andere rassen zijn (ongeveer op volgorde van rijptijd):
- 'Early Laxton': Alleen interessant vanwege de zeer vroege rijping (eind juli). De matig grote roodachtige vruchten smaken alleen redelijk indien er een goede vruchtdunning heeft plaatsgevonden en de vruchten volledig rijp worden geplukt. Matige groeikracht. Niet zelffertiel. Kan bestoven worden door onder andere Opal, Victoria, Czar en Reine Claude d'Althan.
- 'Sanctus Hubertus' (of 'Blauwe van Rillaar'): Middelgrote blauwe vruchten met sterke waslaag. De vruchten kleuren vroeg blauw, maar moeten voor een goede smaak volledig rijp worden geplukt. Heeft dan een friszure smaak. Niet zelffertiel. Geschikte bestuivers zijn onder andere Opal, Victoria, Bleue de Belgique, Czar, Reine Claude d'Oullins, Monsieur Hâtif, Belle de Louvain, Reine Claude d'Althan, Warwickshire Drooper en Anna Späth. Matige groeikracht. Pluktijd eind juli/begin augustus.
- 'Vroege Tolse': Een Nederlands ras dat omstreeks 1960 is geïntroduceerd. De vruchten lijken veel op die van het waarschijnlijke ouderras Monsieur Hâtif. Ondanks de vroege rijping is het ras vanwege onvoldoende vruchtbaarheid nooit populair geworden.
- 'Early Rivers' (ook bekend als 'River's Early Prolific' en 'Eldense Blauwe'): Oud ras (omstreeks 1830) met kleine bijna ronde blauwe vruchten. Zure smaak. Vooral geschikt voor verwerking. Verse consumptie alleen indien volledig rijp geplukt. Pluktijd begin augustus. Nog van lokale betekenis in de Betuwe.
- 'Czar' (of 'The Czar'): Middelgrote blauwe vruchten. Zelffertiel. Ook goed geschikt als bestuiver voor veel andere rassen. Zeer vruchtbaar. Moet goed worden gedund. De kwaliteit is alleen dan redelijk. Pluktijd begin augustus.
- 'Ontario': Grote groengele vruchten. Pluktijd ongeveer gelijk met Czar. De vruchten hebben heel zoet vruchtvlees met een dikke zurige schil. De vruchten springen gemakkelijk bij regen. Zelffertiel. Ontario is de enige Europese cultuurpruim die ook wel onder glas wordt geteeld.
- 'Voyageur': Middelgrote blauwe vruchten met waslaag. Goede smaak. Niet zelffertiel. Kan bestoven worden door onder andere Opal, Jubileum, Victoria, Valor en Anna Späth. De bomen hebben een matige groeikracht en beginnen vroeg te dragen en zijn daarna goed vruchtbaar. Pluktijd tweede week augustus. De vruchten zijn al in een vroeg stadium gevoelig voor scheuren bij regen.
- 'Reine Claude d'Oullins': Bekend Frans ras (omstreeks 1860) met grote gele sappige vruchten welke in de tweede/derde week van augustus rijpen. Bij gunstige weersomstandigheden tijdens de rijping is de smaak uitstekend. Bij slechte weersomstandigheden is de smaak flauwzoet. De vruchten scheuren gemakkelijk bij regen. Ze zijn bovendien slecht bewaarbaar en slecht vervoerbaar, waardoor het ras in de commerciële teelt inmiddels nagenoeg is verdwenen. Zelffertiel. De bomen worden groot met een losse kroon. De bomen dragen pas op latere leeftijd, doch dragen daarna goed.
- 'Reine Claude van Schouwen': Een mutant van de Reine Claude d'Oullins, omstreeks 1943 gevonden in Zierikzee. Paarsrode vruchten; voor de overige eigenschappen zie Reine Claude d'Oullins.
- 'Monsieur Hâtif': Tamelijk grote ovale roodpaarse vruchten. Niet zelffertiel. Kan bestoven worden door onder andere Opal, Victoria, Sanctus Hubertus, Early Rivers, Czar, Reine Claude d'Oullins en Anna Späth. De bomen dragen pas op latere leeftijd en zijn niet heel erg vruchtbaar. Daarom hoeft dit ras zelden te worden gedund. De vruchten zijn niet erg lang bewaarbaar, maar smaken goed met een heel specifiek eigen aroma. Pluktijd medio augustus.
- 'Avalon': Tamelijk grote eironde vruchten, rood-donkerblauw van kleur. Zodra de vrucht goed rijp is, droogt deze rondom de steel enigszins in. Het vruchtvlees heeft dan een prima zoetzure smaak. Niet zelffertiel. Bloeit zeer vroeg en moet derhalve bestoven worden door een ander vroeg bloeiend ras (zoals Valor). Pluktijd derde week augustus.
- 'Belle de Louvain' (of 'Schone van Leuven'): Alhoewel de vruchten van dit ras een mooi uiterlijk hebben (zeer groot met een roodpaarse kleur), kan aanplant vanwege de matige smaak niet meer worden aanbevolen. Pluktijd tweede helft augustus. Zelffertiel.
- 'Belle de Thuin' (RGF): Ras van onbekende herkomst dat enkele jaren geleden[bron?] werd ontdekt in een tuin in Wallonië, België. Zeer grote groengele ovaal/langwerpige vruchten. Erg sappig vruchtvlees. Niet zelffertiel en zeer vroeg bloeiend. Moet derhalve bestoven worden door een ander zeer vroeg bloeiend ras. Rijpt de tweede helft van augustus. Weinig vatbaar voor ziekten.
- 'Excalibur': Grote tot zeer grote vruchten, eirond, oranjerood van kleur. Smaakt zeer goed. De bomen groeien krachtig en zijn slechts matig vruchtbaar. Niet zelffertiel. Bestuivers zijn onder andere Bleue de Belgique, Victoria, Early Laxton, Sanctus Hubertus, Reine Claude d'Oullins, Valor en Anna Späth. Pluktijd vierde week augustus.
- 'Reine Claude Verte': Dit is de Reine Claude met kleine ronde groene vruchten. De bomen dragen pas op wat latere leeftijd en zijn daarna gewoonlijk slechts matig (en onregelmatig) productief. Niet zelffertiel. Kan bestoven worden door onder andere 'Victoria', 'Ontario', 'Reine Claude d'Oullins', 'Reine Claude d'Althan' en 'Anna Späth'. Pluktijd eind augustus/begin september.
- 'Washington': Oud ras met ronde groengele vruchten van zeer goede eetkwaliteit. Echter vrijwel verdwenen vanwege de laat intredende en matige productiviteit. Pluktijd eind augustus/begin september.
- 'Reine-Claude d'Althan': Tamelijk grote ronde roodpaarse vruchten. Prima eetkwaliteit. Gevoelig voor barsten bij regen. De bomen worden groot, dragen pas op wat latere leeftijd en zijn matig productief. Niet zelffertiel. Bestuivers zijn onder andere Opal, Victoria, Bleue de Belgique, Sanctus Hubertus, Czar, Monsieur Hâtif, Belle de Louvain en Anna Späth. Pluktijd eind augustus tot begin september.
- 'Jefferson': Tamelijk grote eironde groengele vruchten met kleine rode vlekjes. Vruchtvlees goudgeel en zeer goed van smaak. De boom wordt groot en is vaak onvoldoende vruchtbaar. Niet zelffertiel. Moet derhalve worden bestoven door een ander ras (onder andere Jubileum, Early Rivers, Reine Claude d'Oullins en Monsieur Hâtif). Rijpt begin september.

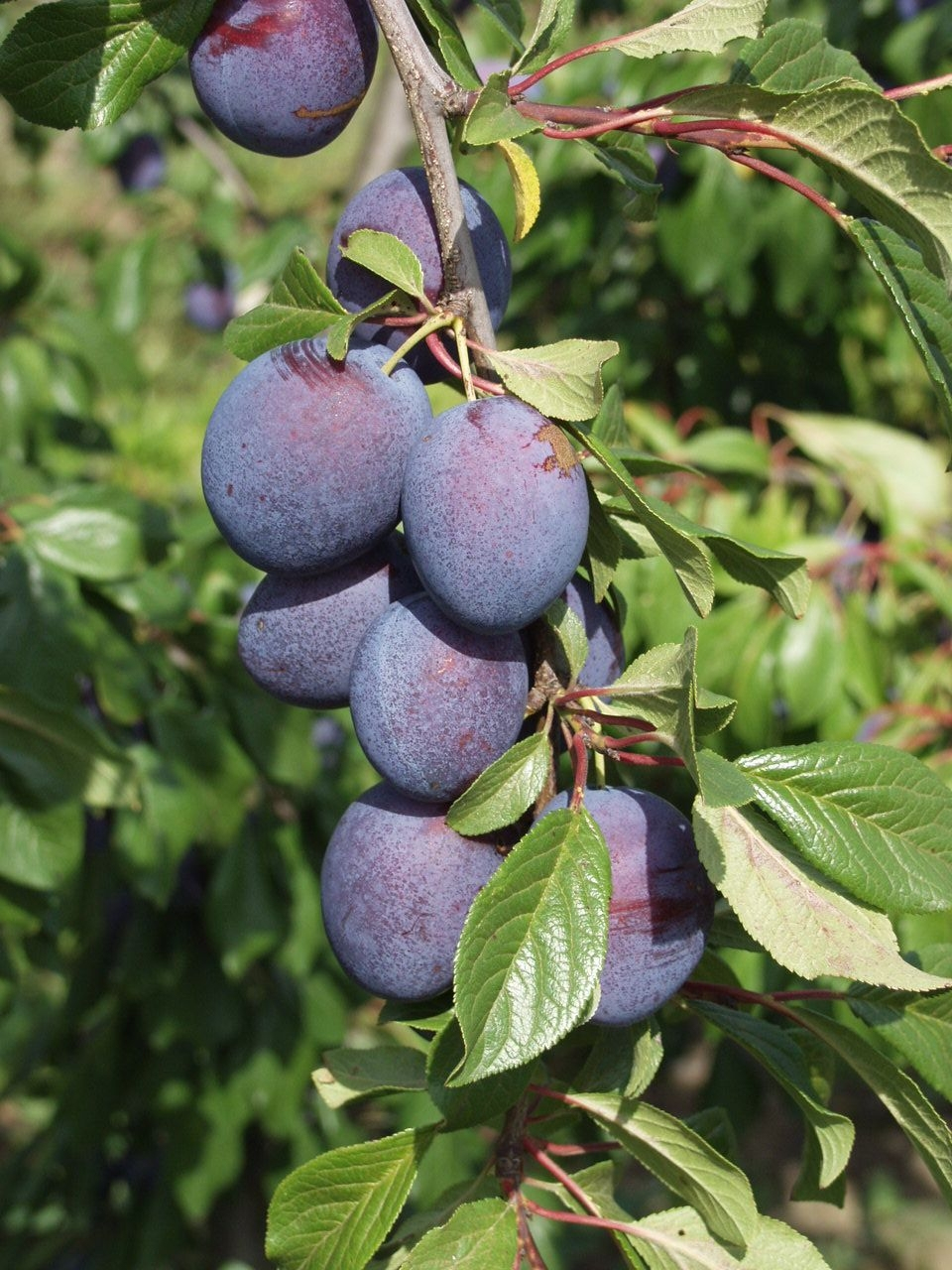
'Valor'

- 'Valor': Dit relatief nieuwe ras behoort tot de kwetsengroep. Geeft echter veel grotere vruchten dan de oude traditionele kwetsenrassen. De vruchten zijn donkerblauw van kleur, zeer sappig met een goede smaak. Vroege bloei en niet zelffertiel. Kan bestoven worden door onder andere Jubileum, Sanctus Hubertus of Voyageur. Matige tot sterke groeikracht. Pluktijd half september.
- 'Bleufre': Zeer grote langwerpige donkerblauwe vruchten. Groot percentage misvormde vruchten. Matige smaak. Matige productiviteit. Pluktijd half september.
- 'Warwickshire Drooper': Middelgrote eivormige gele vruchten met bruinrode vlekjes. Om dessertkwaliteit te krijgen is het noodzakelijk alleen de volledig rijpe vruchten te plukken. Moet bovendien goed worden gedund. Gevoelig voor barsten bij regen. Zelffertiel. Pluktijd half september.

- 'Anna Späth': Tamelijk grote roodblauwe vruchten. Goede zoetzure smaak. Niet zelffertiel. Vatbaar voor aantasting door pruimenmot. Pluktijd derde week september.
- 'Wignon' (RGF): Het betreft een oud lokaal ras uit de regio van Huy (Wallonië, België). Sterke groeier. Geeft roodpaarse ovale vruchten van gemiddelde grootte. Droog tot sappig vruchtvlees. Geschikt voor verse consumptie en voor verwerking. Rijpt de tweede helft van september. Zelffertiel. Weinig vatbaar voor ziekten.
- 'Sainte-Cathérine' (RGF): Het betreft een oud traditioneel ras van l’Entre-Sambre-et-Meuse (Wallonië, België). Vruchten van gemiddelde grootte, geelgroen, sappig, goed van smaak, langwerpig van vorm. Geschikt voor alle soorten gebruik. De rijping strekt zich uit over een periode van twee à drie weken in september-oktober. Zelffertiel en zeer vruchtbaar. Weinig vatbaar voor ziekten.
- 'Président': Zeer grote, eironde, blauwe vrucht met groengeel vruchtvlees, die pas in oktober rijp wordt. De pruim heeft een matige smaak. De boom is matig groot en de vruchtbaarheid slecht.
- 'Prune De Prince' (RGF) is een oud traditioneel ras uit Gaume (Wallonië, België). Kleine ronde blauwzwarte vruchtjes met stevig zoet vruchtvlees met een los zittende steen. Pluktijd eind september. De oogst strekt zich uit over een periode van twee weken. Weinig vatbaar voor ziekten. Zelfbestuivend.
- 'Damson': een cultivar van de ondersoort insititia, werd vroeger in Engeland en Amerika wel aangeplant. Geeft donkerblauwe ovale vruchten met een zure schil, die vooral geschikt zijn voor verwerking. Er wordt slivovitsj van gestookt. Er bestaan enkele varianten van de 'Damson', zoals de 'Farleigh' en de 'Merryweather'. Deze laatste geeft vruchten die wat meer geschikt zijn voor verse consumptie.
- 'Berudge': een cultivar van de ondersoort insititia, is een oud ras met kleine rondovale vruchtjes met een roodpaarse kleur op gele ondergrond. Het vruchtvlees heeft een zoete smaak en een los zittende steen. Middelsterke groeikracht.

Een aparte groep pruimenrassen zijn de zogenaamde mirabellen.
Ook van de groep Japanse pruimen bestaan diverse rassen, zoals: 'Golden Japan', 'Burbank', 'June Blood', 'Formosa', 'Santa Rosa', 'Beauty', 'Satsuma', 'Black Amber', 'Friar', 'Howard Miracle' en 'Shiro'. Enkele van deze rassen worden in Nederland op zeer bescheiden schaal nog onder glas geteeld.

## Ziekten en aantastingen

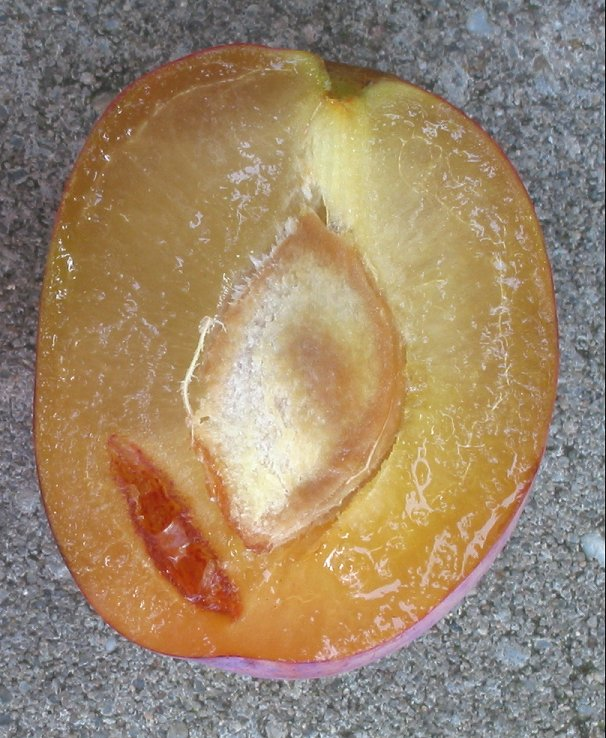
'Reine Victoria' met harsgang in lengte doorgesneden

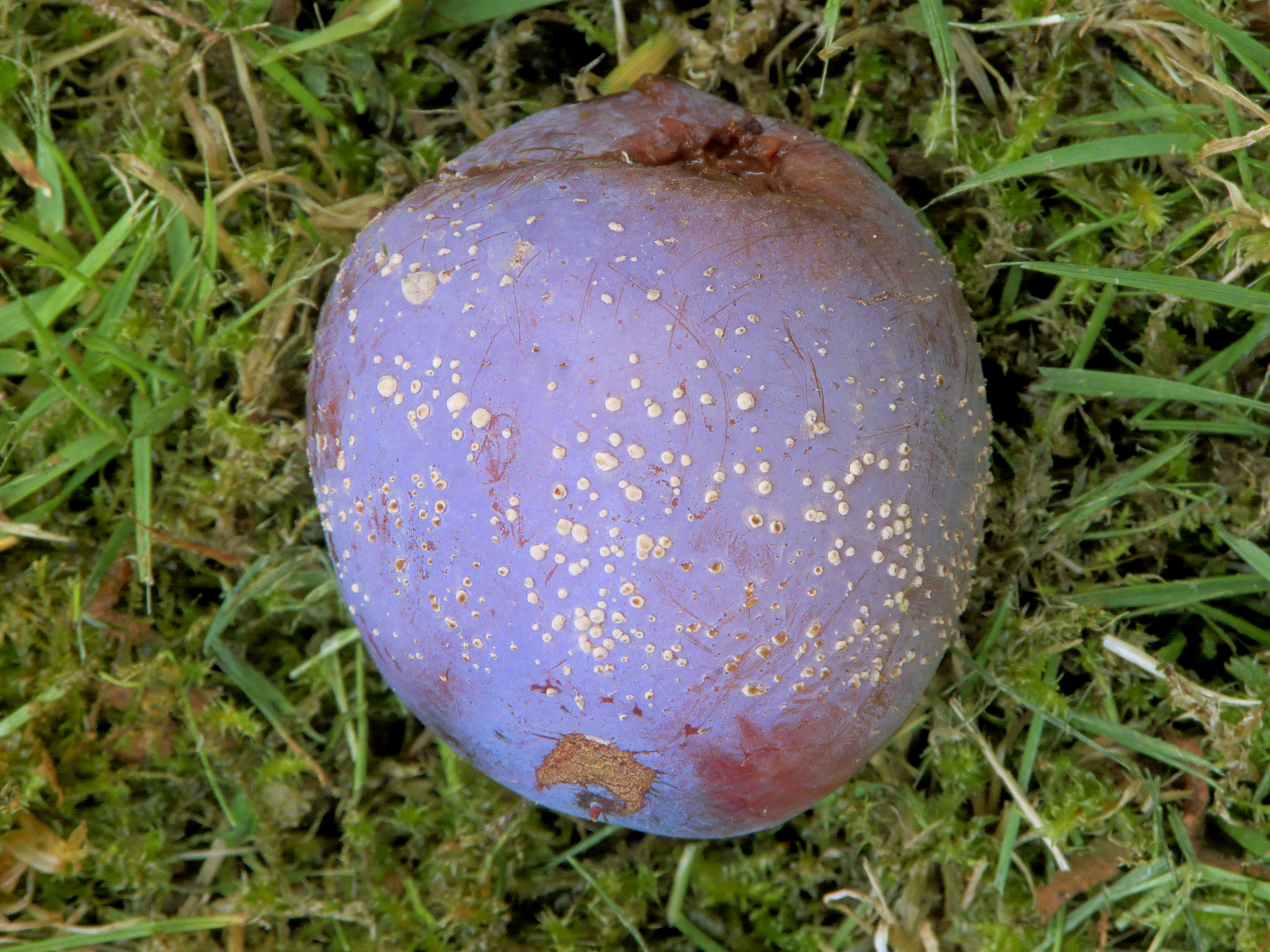
'Opal' met Monilia-rot

De belangrijkste ziekte is loodglans (Chondrostereum purpureum). De bladeren van aangetaste bomen krijgen een grijze of zilverachtige kleur. Vooral het ras Victoria (synoniem Reine Victoria) is zeer vatbaar. Ook is dit ras zeer gevoelig voor gomvorming in de vruchten. Daarnaast kan bacteriekanker (Pseudomonas syringae pv. morsprunorum) optreden. Beide ziekten komen vaak tegelijk voor.
Roest (Tranzschelia pruni-spinosae var. discolor) is een belangrijke bladziekte, die vooral in natte nazomers schade kan veroorzaken. Op de onderkant van het blad komen donkerbruine sporehoopjes voor en aan de bovenkant gele vlekjes. Verder kan de pruim aangetast worden door Monilia-rot, waarbij de aangetaste pruimen vaak als mummies aan de boom blijven hangen.